# Boris Perczatkin
Boris Georgiewicz Perczatkin, ros. Борис Георгиевич Перчаткин (ur. 1 lipca 1946) – najsłynniejszy uczestnik ruchu emigracji religijnej Nachodka przełomu lat 70. i 80., działacz na rzecz praw człowieka, który lobbował w Stanach Zjednoczonych na rzecz adopcji „Poprawka Lautenberga” z 1989 r., w wyniku której do Stanów Zjednoczonych wyemigrowało około 1 miliona osób z krajów byłego ZSRR.

## Biografia
Urodził się w rodzinie pilota wojskowego, który zginął w wypadku samochodowym wkrótce po urodzeniu Borisa. Jakiś czas po śmierci pierwszego męża matka Borisa wyszła ponownie za mąż za wojskowego, który w 1953 roku został aresztowany za niestosowanie się do rozkazów podczas zamieszek i skazany na 25 lat zesłania w obozach w Workucie. W wieku 16 lat Boris założył w mieście Nachodka kościół zielonoświątkowy, do którego dołączył. Później zbierał informacje o prześladowaniach wiernych i aktywnie dzielił się nimi z dziennikarzami zagranicznym.
W 1976 roku Perczatkin wraz ze swoimi współpracownikami Wasilijem Patruszewem, W. A. Burlaczenką i Władimirem Stiepanowem nawiązał kontakt z dysydentami w Moskwie i otrzymał zalecenia „skierowania fali emigracji w zorganizowany kierunek”. W tym samym roku do Nachodki przybył przedstawiciel Moskiewskiej Grupy Helsińskiej L.V. Woronina. Od tego roku Perczatkin aktywnie zabiegał o masowy wyjazd zielonoświątkowców z ZSRR. W tym samym roku Perczatkin wysłał apele do ONZ, Światowej Rady Kościołów i głów państw podpisujących Porozumienia Helsińskie, w których mówił o ciągłych prześladowaniach wiernych w ZSRR.
W 1977 wraz z Nikołajem Goretym występował w obronie aresztowanych dysydentów Aleksandra Ginzburga, Jurija Orłowa i Anatolija Szarańskiego, apelując do chrześcijan świata w imieniu zielonoświątkowców. W tym samym roku wraz z innymi chrześcijanami różnych wyznań wziął udział w publicznym strajku głodowym, którego celem było uzyskanie pozwolenia na opuszczenie ZSRR dla prześladowanych chrześcijan.
20 grudnia 1978 roku Perczatkin próbował wysłać za pośrednictwem poczty w Nachodce telegram gratulacyjny do prezydenta Stanów Zjednoczonych Jimmy Cartera z prośbą o zwrócenie uwagi na tych, którzy nie cieszą się wolnością wyznania.
Od 1979 r. prowadził prace organizacyjne nad utworzeniem w ZSRR Centrum Wyznawców Emigracyjnych, podając się za jego lidera. W 1980 roku został wybrany na sekretarza utworzonej Rady Radzieckich Kościołów Zielonoświątkowych skłonnych do emigracji. Pod koniec 1979 r. Perczatkin napisał oświadczenie „Do Kongresu i rządu Stanów Zjednoczonych, rządów Kanady, Australii, Anglii, Niemiec, Francji i Włoch”, w którym mówił o sowieckiej rzeczywistości, o postanowieniach programowych KPZR w kwestiach religijnych w ZSRR oraz przedstawił sowieckie ustawodawstwo dotyczące kultów religijnych.
Był najaktywniejszym członkiem komitetu wiernych, który ubiegał się o emigrację. Władze sowieckie organizowały prześladowania Perczatkina i jego rodziny poprzez publikację w centralnej gazecie miejskiej artykułów: „Hipokryci hurtowo i detalicznie”, „Wyroki z pozoru”, „Zanim będzie za późno” itp.
21 sierpnia 1980 r. Perczatkin został aresztowany w Nachodce, a pod koniec marca 1981 r. został skazany na podstawie art. 190 ust. 1 Kodeksu karnego RFSRR za rozpowszechnianie „celowo fałszywych fabrykacji dyskredytujących państwo i ustrój sowiecki” 2 lata więzienia. Według rozgłośni radiowej Voice of America, w trakcie śledztwa i procesu Perchatkinowi użyto środków chemicznych, w wyniku czego stracił przytomność.
W sierpniu 1982 r. Perczatkin został zwolniony, a następnie w dalszym ciągu ubiegał się o prawo do emigracji z ZSRR. W lutym 1983 roku został ponownie aresztowany, a następnie skazany na podstawie części 2 art. 218 Kodeksu karnego RFSRR na 1,5 roku więzienia za nielegalne noszenie broń biała.
W 1987 roku Perczatkin sporządził dla Kongresu USA raport „O stanie religii w ZSRR”. Raport ten został odczytany w Kongresie USA, a Perchatkin został zaproszony na spotkanie z sekretarzem stanu USA Shultzem aby porozmawiać na temat migracji religijnej, a także z prezesem Sądu Najwyższego USA Rehnquistem i podsekretarzem stanu USA ds. Państwo do Spraw Religijnych. W maju 1988 roku, kiedy prezydent USA Ronald Reagan przybył do ZSRR z oficjalną wizytą, aby spotkać się z Gorbaczowem, Perczatkin został zaproszony na spotkanie z żoną Reagana, Nancy Reagan, w ramach 40-osobowej delegacji w celu omówienia kwestii wolności religijnej w ZSRR. 30 maja 1988 r. Perczatkin reprezentował na tym spotkaniu sowieckich protestantów. Przez około dwie godziny opowiadał Nancy Reagan o stanie wolności wyznania w ZSRR, po czym Nancy Reagan zaprosiła Perczatkina do zapoznania się z raportem o sytuacji religii w ZSRR dla Kongresu USA.
26 lipca 1988 Perczatkin wyemigrował do USA wraz z całą rodziną. 4 sierpnia przemawiał w Kongresie USA z raportem na temat ludobójstwa wiernych w ZSRR, który następnie omawiał z kongresmenami, senatorami i dyplomatami. Rezultatem tych dyskusji było przyjęcie w 1989 r. „Poprawki Lautenberga”, nazwanej na cześć demokratycznego senatora z New Jersey Franka Lautenberga. W pierwszej dekadzie obowiązywania tej nowelizacji do Stanów Zjednoczonych przybyło w jej ramach około 350 000 migrantów religijnych, a w okresie do 2010 roku – około 1 miliona. Masowy exodus zielonoświątkowców z Nachodki rozpoczął się w 1988 r., kiedy wyjechało 152 dorosłych, nie licząc małych dzieci. W 1989 roku z Nachodki wyemigrowało 45 dorosłych zielonoświątkowców.
Podczas pobytu w USA Perczatkin stworzył własną stronę internetową, na której opisał szczegóły swojego aresztowania i uwięzienia w czasie walki o emigrację oraz zorganizował chrześcijańską organizację praw człowieka ARRC(American-Russian Relief Committee). Opublikował także książkę autobiograficzną pt. Ślady ognia, która była kilkakrotnie wznawiana.

## Wspomnienia
O Borysie Perczatkinie, wśród innych więźniów politycznych, wspomniał Andriej Sacharow w swoim artykule „Odpowiedzialność naukowców” z 1981 roku.

## Źródła
- О.П. Островская: Судьбы участников эмиграционного движения пятидесятников на дальнем востоке в 1970-1980-х гг.. Wyd. Владивосток – точка возвращения: прошлое и настоящее русской эмиграции. Материалы Второй международной научной конференции. Chabarowsk: Дальневосточный юридический институт Министерства внутренних дел Российской Федерации, 2017-10-23. ISBN 978-5-9753-0229-8. (ros.).
- В.О. Гура. Історія та есхатологічні мотиви релігійної еміграції пізніх протестантів із СРСР 1987–2017 рр.. „Гілея: науковий вісник”, s. 171–175, 2018. Redaktor naczelny: Andruszczenko Wiktor Pietrowicz: Doktor filozofii, profesor, członek zwyczajny (akademik) Akademii Nauk Pedagogicznych Ukrainy, członek korespondent Narodowej Akademii Nauk Ukrainy. Kijów. ISSN 2076-1554. (ukr.).